# Gary Trent Jr.

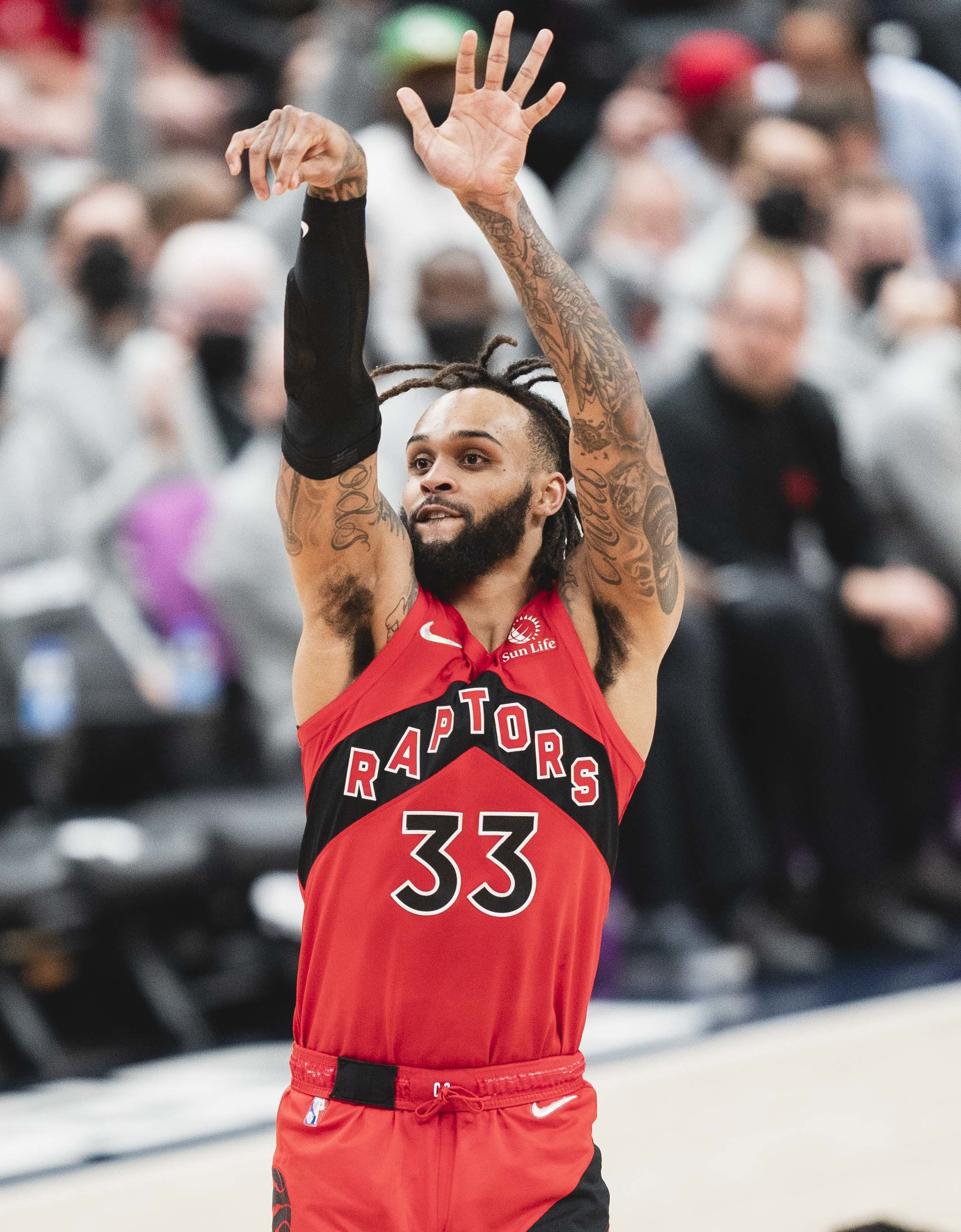
Gary Trent Jr., 2021.

Gary Dajaun Trent Jr., född 18 januari 1999 i Columbus i Ohio, är en amerikansk professionell basketspelare (SG/SF) som spelar för Milwaukee Bucks i National Basketball Association (NBA). Han har tidigare spelat för Portland Trail Blazers och Toronto Raptors.
Trent draftades av Sacramento Kings i andra rundan i 2018 års draft som 37:e spelare totalt.
Innan han blev proffs studerade Trent vid Duke University och spelade för deras idrottsförening Duke Blue Devils.